# أوليفييه أوبيرت
أوليفييه أوبيرت (بالفرنسية: Olivier Aubert)‏ هو ملحن فرنسي، ولد في 1767 في أميان في فرنسا، وتوفي في 1830.